# جوفاني باتيستا بلزوني
جوفاني باتيستا بلزوني  (Giovanni Battista Belzoni)
مواليد بادوفا في 5 نوفمبر 1778 - توفي بنيجيريا في 3 ديسمبر 1823)، مستكشف ومغامر إيطالي.

## سيرته
وُلد جوفاني في بادوفا ابناً لحلاق، كانت عائلته من روما ؛ حيث ذهب إليها حينما بلغ السادسة عشرة للعمل، مدعياً أنه درس علم الهايدروليكا. اعتزم الدخول إلى نظام الرهبنة، ولكن احتلال القوات الفرنسية للمدينة في سنة 1798 اضطره للخروج من روما ليتفادى التجنيد الإجباري في جيش نابوليون، وغير رأيه بشأن مستقبله. انتقل في عام 1800 إلى هولندا.
و في عام 1803 سافر إلى إنكلترا حيث تزوج من الإنجليزية سارة بين. كان فارع الطول (مترين) وقوته الجبّارة ؛ يفيد مصدر واحد بأن زوجته كانت لها نفس البُنية، ولكن جميع المصادر الأخرى وصفتها بعادية البُنية. لإيجاد مورد رزق أحياناً اضطروا لإقامة عروض بطولة القوة وخفة الحركة كرجل قوي في المعارض وفي شوارع لندن.
وبفضل هنري سولت الرحالة والأثري والذي كان راعيه الأول بعد ذلك، عَمِلَ في مدرج فيليب أستلي -الذي كان يطلق عليه أبو السيرك الحديث- ليعمل في السيرك في عروض الرجل القوي باسم "Patagonian Samson" (شمشون الباتاغوني)؛ حمّل على كتفيه نوعاً من القيد، كما حمل وحده هرماً بشرياً مكون من أسرة كاملة من اثني عشر فرداً، وسرعان ما بدأت ظروفه بالتحسن.

## بلزوني في مصر

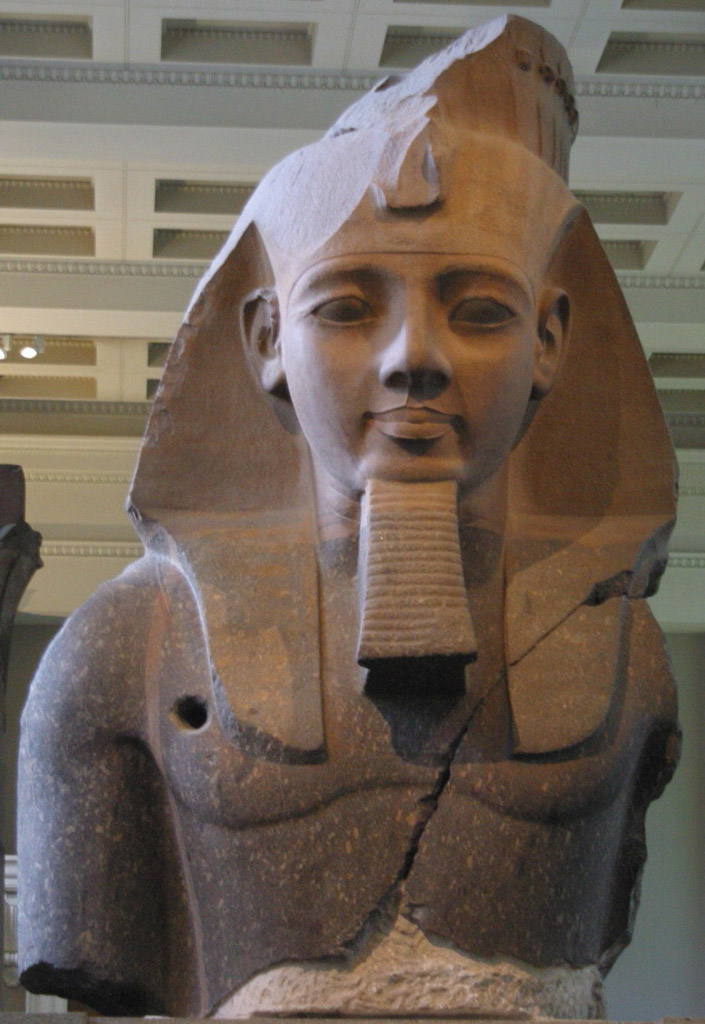

ترك إنكلترا في عام 1812، وبعد سفره إلى إسبانيا والبرتغال وصل مصر عام 1815 في الوقت الذي كان فيه هنري سولت القنصل العام البريطاني في مصر. أراد بلزوني أن يُرِيَ محمد علي باشا آلة هيدروليكية من اختراعه لرفع مياه النيل. ورغم نجاح تجربة هذا المحرك، إلا أن التصميم لم يُثِر اهتمام محمد علي.
فعزم بلزوني على مواصلة ترحاله. وبناءً على توصية المستشرق يوهان لودفيش بوركهارت، بعثه هنري سولت إلى معبد الرمسيوم في طيبة، حيث نقل بمهارة فائقة - مستخدماً أسلوب قدماء المصريين - التمثال النصفي لرمسيس الثاني، الذي كان يسمى «ممنون الصغير» وشحنه إلى انكلترا، ولا يزال التمثال من أبرز معروضات المتحف البريطاني. ولم يكن محمد علي واعياً لقيمة تلك الأثار التي هُرّبَت خارج مصر.
قام بتحقيقات في معبد إدفو، وزار جزيرتي الفنتين وفيلة، وأزال الرمال التي طمرت معبد أبو سمبل (1817)، وقام بحفريات في الكرنك، وفتح مقبرة سيتي الأول (لا تزال تعرف أحياناً بقبر بلزوني). وكان أول من نقب في الهرم الثاني بالجيزة، وأول أوروبي في العصر الحديث يزور الواحة البحرية.كما قام بتحديد أطلال برنيس على البحر الأحمر.

## عودته إلى إنجلترا
عاد إلى أنكلترا في سنة 1819 حيث نشر في العام التالي كتاباً يسرد فيه أسفاره واكتشافاته الأثرية بعنوان « Narrative of the Operations and Recent Discoveries within the Pyramids, Temples, Tombs and Excavations in Egypt and Nubia, &c».
كما عرض خلال عامي 1820-1821 نماذج لمقبرة سيتي الأول في القاعة المصرية بالبيكاديلي في لندن. وفي عام 1822 عرض بلزوني نماذجه في باريس.

## المحطة الأخيرة
في سنة 1823 رحل إلى غرب أفريقيا، عازماً السفر إلى تمبكتو. وبعد رفض السماح له بالمرور عبر المغرب اختار طريق ساحل غينيا. ووصل إلى مملكة بنين، إلا أنه أصيب بالزحار في قرية تسمى غواتو، وتوفي هناك. ووفقا للرحالة الشهير ريتشارد فرانسيس بيرتون فإنه قُتل وسُرق.
وفي عام 1829 قامت أرملته بنشر رسوماته عن المقابر الملكية في طيبة.
توجد مدينة في ولاية المسيسيبي الأمريكية تحمل اسمه.

## وصلات خارجية
- جوفاني باتيستا بلزوني على موقع الموسوعة البريطانية (الإنجليزية)
- موقع Travellers in Egypt
- جوفاني باتيستا بلزوني من موقع Travellers in Egypt
- رسائل بلزوني لدروفيتي

## مواضيع متعلقة
- برناردينو دروفيتي